# Wysiedlenie Tatarów krymskich w 1944 roku

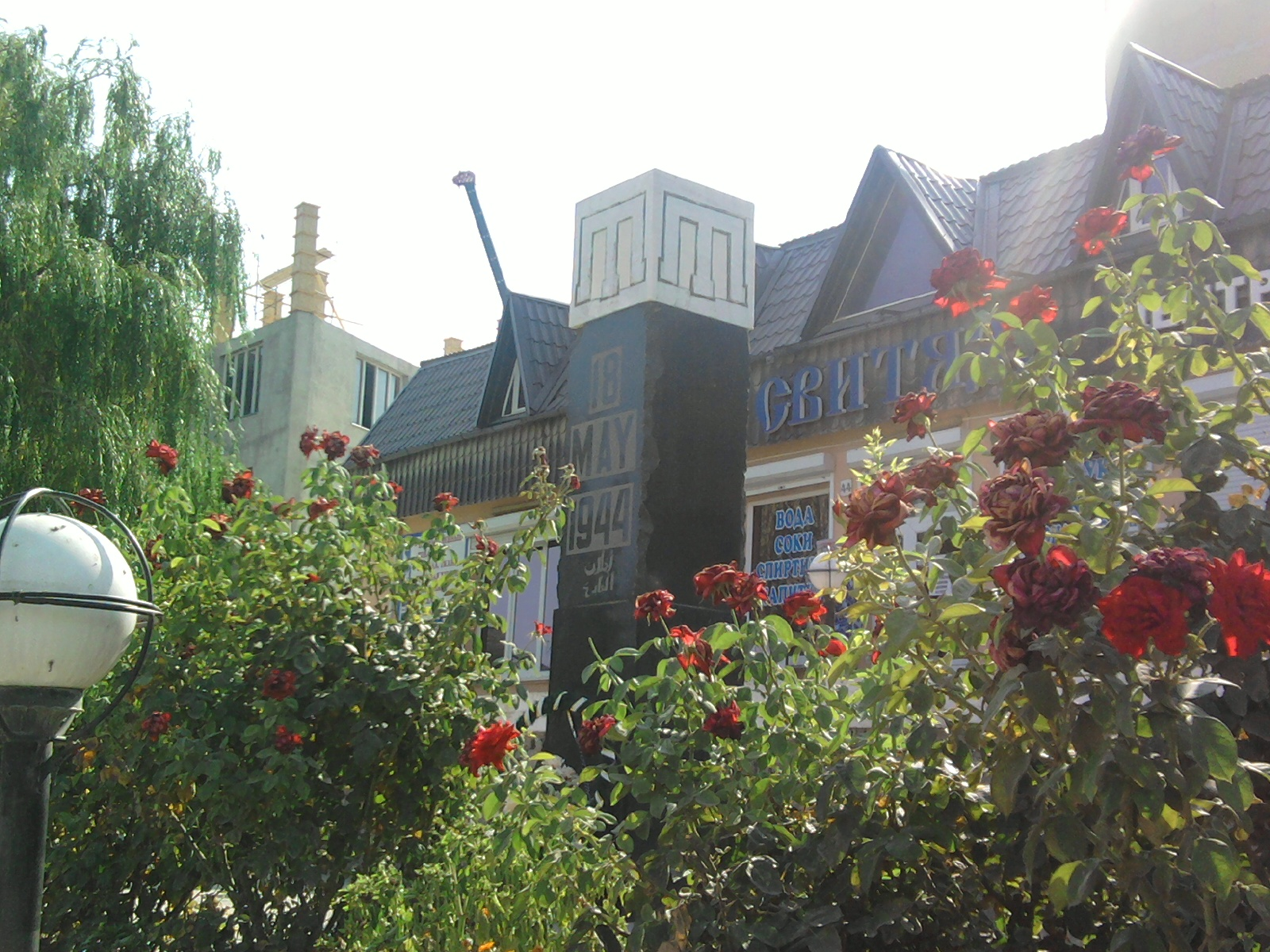
Pomnik upamiętniający deportację Tatarów w Sudaku

Wysiedlenie Tatarów krymskich w 1944 roku (krym. tat. Sürgünlik, wygnanie) – wielka stalinowska akcja deportacyjna, zorganizowana w maju 1944 roku na Krymie. Miała być zbiorową karą dla narodu za współpracę Tatarów krymskich z Niemcami w czasie II wojny światowej.

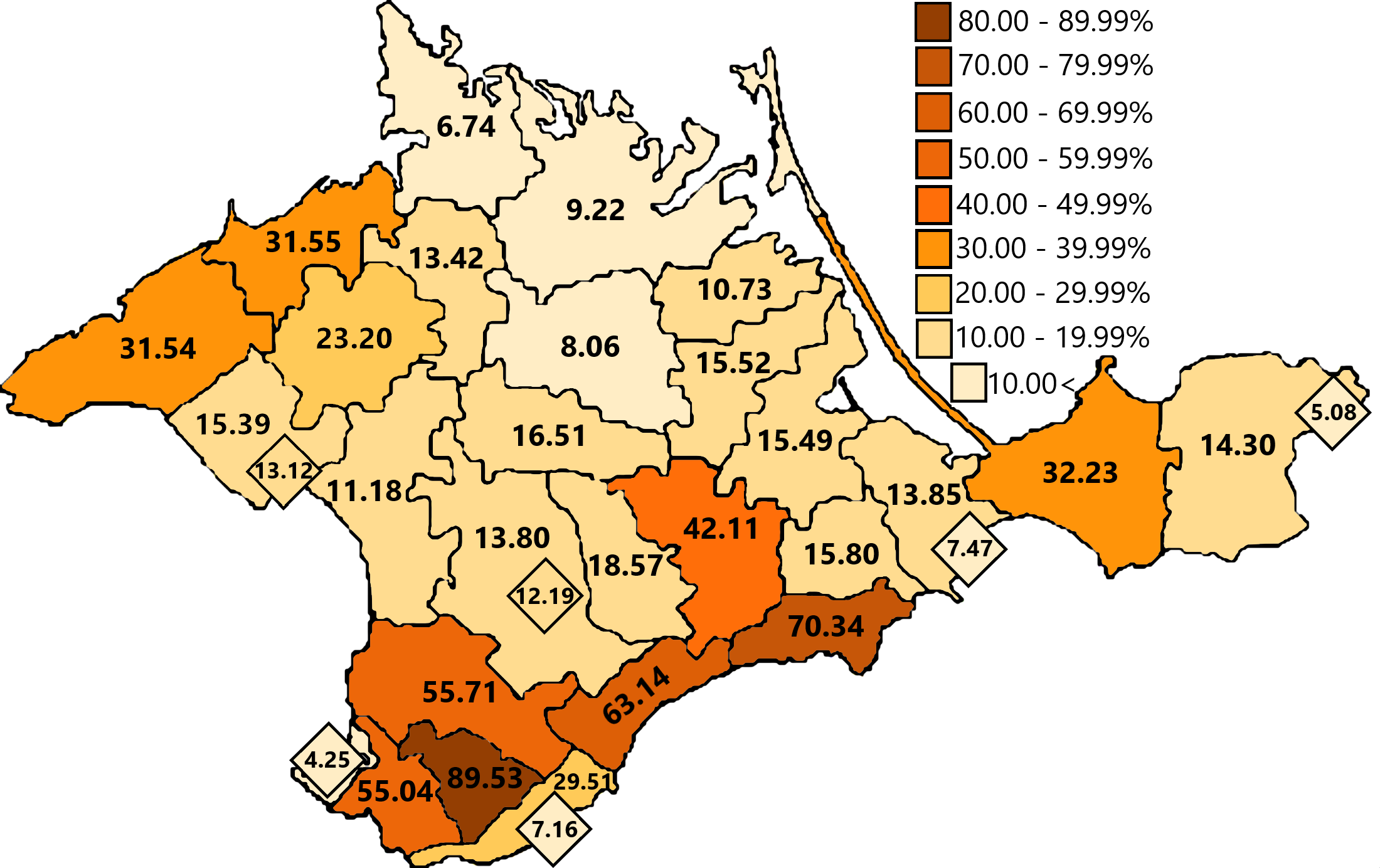
Tatarzy na Krymie w 1939

W listopadzie 1989 roku Rada Najwyższa ZSRR uznała deportację za nielegalną i przestępczą. 21 kwietnia 2014 roku prezydent Federacji Rosyjskiej Władimir Putin podpisał dekret o rehabilitacji Tatarów krymskich i innych narodów, które ucierpiały w wyniku stalinowskich represji na Krymie. 12 listopada 2015 roku Rada Najwyższa Ukrainy uznała deportację Tatarów krymskich za ludobójstwo.

## Tło historyczne
Po ostatecznym zajęciu pod koniec 1920 roku Krymu przez Armię Czerwoną doszło do masowych mordów dokonywanych przez komunistów, które w części objęły także ludność krymskotatarską, zwłaszcza działaczy niepodległościowych. Następnie od XI 1921 do czerwca 1922 Krym dotknęła klęska głodu, w dużym stopniu sprokurowana przez politykę władz bolszewickich, jako część szerszej klęski głodu obejmującej znaczną część Ukrainy i część Rosji. Na terenie Krymu zmarło z głodu około 100 tys. osób, 50 tys. ludzi opuściło półwysep szukając pożywienia, co łącznie oznaczało ubytek 21% mieszkańców tego rejonu. Klęska ta dotknęła wszystkie grupy etniczne, ale największe straty były w rejonach ze szczególnie liczną ludnością krymskotatarską. W okresie 1931–1933 miała miejsce następna klęska głodu, kolektywizacja (1929-1930), połączona z rozprawieniem się z duchowieństwem muzułmańskim oraz z rusyfikacją kultury krymskotatarskiej (m.in. narzucenie cyrylicy językowi krymskotatarskiemu). Później w latach 1937–1938 przeprowadzono dużą akcję przeciwko dotychczasowej elicie komunistów m.in. krymskotatarskich, a także inteligencji krymskotatarskiej. W sumie wydarzenia te, po 1922, doprowadziły do śmierci kolejnych 40 tys. Tatarów krymskich. Niezależnie od tego, od 1924 trwały zaawansowane przygotowania zmierzające do wyodrębnienia z Krymskiej ASRR północnej części półwyspu, gdzie planowano założyć Krymską Republikę Żydowską. Do republiki tej zamierzano przesiedlić znaczną liczbę (2,8 mln) Żydów z reszty ZSRR. Plany te, podobnie jak pierwsze grupy osadników żydowskich, wzbudziły znaczne zaniepokojenie wśród władz krymskotatarskich, a od 1926 (ujawnienia tych planów) także ludności krymskotatarskiej. W następnych latach, do 1934 (gdy zaniechano koncepcji republiki żydowskiej na Krymie) szybko przyrastała liczba żydowskich osad i kołchozów, co generowało konflikty z Tatarami, zmagającymi się z niedostatkiem ziemi.
Całość tych wydarzeń spowodowała, że w momencie ataku Niemiec na ZSRR w 1941 roku i później w czasie ofensywy niemieckiej i niemieckiej okupacji Krymu, ludność krymskotatarska generalnie nie odnosiła się wrogo do antybolszewickiej retoryki niemieckich władz, a część Tatarów krymskich widziała we współpracy z Niemcami okazję do ustanowienia niepodległości i zmiany systemu politycznego. Opcję te wspierały niektóre grupy emigrantów krymskotatarskich, którzy opuścili ojczyznę po rewolucji październikowej, a po zajęciu Krymu przez armie niemiecką i rumuńską powrócili. W konsekwencji władze niemieckie utworzyły z ochotników krymskotatarskich bataliony samoobrony, które ochraniały wsie krymskotatarskie przed rekwizycjami i atakami partyzantki radzieckiej, ale prowadziły także akcje ofensywne przeciw tym partyzantom i wspierającej ich ludności cywilnej. Część ochotników wstąpiła także do Wehrmachtu (do 11 Armii). W 1944 roku z ewakuowanych z Krymu żołnierzy krymskotatarskich utworzono górską brygadę Waffen SS (dwa bataliony). W sumie w oddziałach militarnych kontrolowanych przez Niemców służyło 10–20 tysięcy osób (większość z nich w samoobronie). Tatarzy krymscy wchodzili też w skład lokalnej administracji, mieli także szereg przywilejów w zakresie edukacji, kultury (szkoły, wydawnictwa) i wolności religijnej. Z drugiej strony w Armii Czerwonej służyło ponad 50 tys. Tatarów krymskich, Tatarzy byli też licznie reprezentowani w partyzantce (na południu Krymu około 30% partyzantów było Tatarami). Pomimo tego jeszcze przed odbiciem Krymu przez Armię Czerwoną władze radzieckie uznały ludność krymskotatarską Krymu za kolaborującą z okupantem. Dlatego w momencie wyzwolenia Krymu przez wojska radzieckie Tatarzy krymscy zostali poddani intensywnym prześladowaniom, przede wszystkim masowym gwałtom i doraźnym egzekucjom, połączonymi z rabunkiem majątku. Sytuacja ta trwała około dwóch tygodni.

## Plan i przygotowania
17 Armia niemiecka, broniąca Krymu pod dowództwem gen. Erwina Jaenecke, a od 3 maja gen. Karla Allmendigera wycofywała się z Krymu do 12 maja 1944 roku. Już 13 kwietnia Ludowy Komisarz Spraw Wewnętrznych ZSRR Ławrientij Beria wydał rozkaz o oczyszczaniu Krymu z elementów antysowieckich, jednak bez wymieniania Tatarów krymskich. 10 maja Beria przesłał Józefowi Stalinowi gotowy plan wysiedlenia ludności krymskotatarskiej z półwyspu, uzasadniając swoją propozycję zdradzieckimi według niego działaniami Tatarów krymskich przeciw władzy radzieckiej i zagrożeniami wynikającymi z dalszego ich przebywania na przygranicznym obszarze ZSRR. Proponował przesiedlenie ich do Uzbeckiej Socjalistycznej Republiki Radzieckiej i wykorzystanie w rolnictwie (w kołchozach i sowchozach), w przemyśle i w transporcie. Przewidywał rozpoczęcie operacji 20-21 maja i zakończenie jej do 1 lipca. Beria przygotował też projekt postanowienia Państwowego Komitetu Obrony „O krymskich Tatarach”.
11 maja 1944 roku Państwowy Komitet Obrony podjął decyzję o przesiedleniu Tatarów krymskich do Uzbekistanu (decyzję podpisał Stalin), a 21 maja uzupełnił ją, postanawiając przesiedlić ich także do Maryjskiej Autonomicznej Socjalistycznej Republiki Radzieckiej oraz do obwodów gorkowskiego, iwanowskiego, kostromskiego, mołotowskiego i swierdłowskiego. W postanowieniu wskazywano również, że wielu Tatarów krymskich dopuściło się w czasie wojny zdrady ojczyzny, zdezerterowało z wojska i przeszło na stronę wroga, wstępując do ochotniczych oddziałów walczących z Armią Czerwoną i biorących udział w niemieckich działaniach represyjnych, odznaczając się w zwalczaniu partyzantów i przyczyniając się do masowego wyniszczania obywateli radzieckich. Dalej zarzucono Tatarom aktywną współpracę z okupantami poprzez udział w krymskotatarskich komitetach narodowych, prowadzenie działań szpiegowskich i dywersyjnych na tyłach armii radzieckiej, a także prześladowanie ludności nietatarskiej oraz dążenie do oderwania Krymu od ZSRR.

## Wysiedlenia
Operacja wysiedlania była kierowana bezpośrednio przez Bogdana Kobułowa i Iwana Sierowa, rozpoczęła się o świcie 18 maja 1944 roku, gdy przeprowadzono masowe zatrzymanie całej ludności krymskotatarskiej Krymu (głównie dzieci i kobiet, gdyż dorośli mężczyźni byli na froncie) i trwała do 20 maja, gdy zakończono wyprawianie transportów. W następnych tygodniach (do sierpnia) wyłapywano osoby, które uniknęły zatrzymania w czasie głównej akcji.
Akcję cechowała niezwykła brutalność. Wywiezieniu towarzyszyła konfiskata całego mienia nieruchomego i większości ruchomego. Według zarządzenia Stalina z 11 maja 1944 roku każda rodzina mogła wziąć ze sobą 500 kg bagażu, jednak jak wynika z relacji wysiedlanych w praktyce bagażu albo w ogóle nie pozwalano brać, albo tylko podręczny. Deportowanym pozostawiano tylko od kilku minut do pół godziny na przygotowanie się do wyjazdu, zabraniano zabierania pieniędzy, odzieży, a nawet żywności. Operacja odbywała się w szybkim tempie. Już do godz. 20 pierwszego dnia operacji załadowano do bydlęcych wagonów 90 tys. osób. Do południa następnego dnia odprawiono 44 transporty wiozące prawie 119,5 tys. przesiedleńców, a wieczorem meldowano Berii o załadowaniu 165,5 tys. osób, z których 136,5 tys. zdołano wysłać do miejsc przymusowego osiedlenia.
Według końcowego meldunku Kobułowa i Sierowa operacja została zakończona 20 maja o godz. 16. Wysiedlono 180 014 osób, które 67 transportów powiozło do rejonów osiedlenia. Ponadto 6 tys. Tatarów krymskich w wieku poborowym zostało zmobilizowanych i skierowanych do Gurjewa, Rybińska i Kujbyszewa do dyspozycji wojskowych przedsiębiorstw naftowych. Dalsze 5 tys. Tatarów krymskich wysłano do dyspozycji trustu węglowego „Moskowugoł”. W sumie więc z Krymskiej ASRR wywieziono około 190 tys. osób narodowości krymskotatarskiej (dane NKWD i władz administracyjnych, akceptowane też przez wielu badaczy; choć istnieją wyższe szacunki). W akcji tej wywieziono też parę tysięcy Tatarów krymskich pochodzących z innych rejonów ZSRR, ale obecnych w danym momencie na półwyspie. Deportowano również 396 Niemców, 21 Austriaków, 32 Rumunów, 7 Finów. Akcją wysiedleńczą objęto także tych Tatarów krymskich, którzy zasłużyli się w radzieckiej partyzantce i w podziemiu komunistycznym, którzy pełnili funkcje partyjne i zajmowali stanowiska państwowe. Wraz z końcem wojny zastosowano ją także wobec służących w Armii Czerwonej oficerów i żołnierzy narodowości krymskotatarskiej.
Parę tygodni później wysiedlono 50 tysięcy Niemców krymskich, a potem zamieszkujących Krym Ormian, Greków, Bułgarów, Turków, Kurdów, Persów i Romów. Ogółem podczas wojny i po jej zakończeniu Krym opuściło przymusowo 300 tysięcy mieszkańców, z czego 200 tysięcy stanowili Tatarzy krymscy.
W związku z operacją miały miejsce zbrodnie na ludności. Najgłośniejszą z nich, ale prawdopodobnie nie jedyną, stały się wydarzenia w rejonie Arabatu. Ludność kilku wsi krymskotatarskich została tam z niewiadomych przyczyn pominięta w toku operacji deportacyjnej. Kobułow miał się o tym dowiedzieć dopiero 19 lipca 1944 roku, podczas bankietu wydanego na cześć funkcjonariuszy aparatu bezpieczeństwa odznaczonych za „zasługi” w toku deportacji z Krymu. Ponieważ najwyższe czynniki radzieckie powiadomiono już o pomyślnym zakończeniu akcji, Kobułow polecił swym podwładnym błyskawicznie „załatwić” problem. Osady krymskotatarskie zostały otoczone przez żołnierzy NKWD, a ich mieszkańcy załadowani na łodzie i wywiezieni na najgłębszą część Morza Azowskiego. Tam łodzie zatopiono, a żołnierze z bronią maszynową czuwali, by nikt nie uszedł z życiem.
Wskutek warunków transportu i osiedlenia w miejscach zesłania zmarło do końca 1949 około 44 tys. Tatarów krymskich (inne dane, zakładające wyższą liczbę deportowanych, szacują ofiary śmiertelne do końca 1945 na 112 tys.). Śmiertelność podczas transportu i pierwszych kilku lat osiedlenia w nowym miejscu wyniosła więc sumarycznie 40-50%. Największa liczbę osób, około 150 tysięcy osób wywieziono do Azji Centralnej (przede wszystkim do Uzbekistanu), resztę głównie w rejon Uralu i okolic Kostromy i Gorkiego do prac w lesie zgodnie z podanymi wyżej decyzjami władz sowieckich.

## Nowe porządki na Krymie
Po przeprowadzeniu akcji deportacyjnej na Krymie podjęto działania mające na celu zatarcie wszelkich śladów krymskotatarskiej kultury. Niszczono domy Tatarów krymskich, sady i winnice skazane zostały na zdziczenie, a cmentarze zaorywano. Wycięto również cyprysy będące charakterystycznym elementem krajobrazu. Palono wszystko, co napisane było i wydrukowane w języku krymskotatarskim, nawet literaturę komunistyczną.
22 października 1944 roku biuro Komitetu Obwodowego WKP(b) Krymu przyjęło postanowienie o zmianie nazw miejscowych na Krymie związanych z krymskotatarskimi, greckimi i niemieckimi mieszkańcami i ich tradycją kulturową. 14 grudnia 1944 roku Prezydium Rady Najwyższej ZSRR wydało dekret zmieniający krymskotatarskie nazwy rejonów i miast rejonowych na rosyjskie, a w sierpniu 1945 postanowiło w ten sam sposób zmienić nazwy wsi i rad wiejskich.

## Powrót

Symbol rocznicy deportacji Tatarów krymskich

Od akcji deportacyjnej obowiązywał zakaz powrotu i osiedlania się na Krymie, potwierdzony na XX zjeździe KPZR w 1956, kiedy to innym narodom pozwolono powrócić na dawne miejsca zamieszkania. Już od lat 60. XX wieku rozpoczął działać w Uzbekistanie ruch na rzecz powrotu na Krym, jednak zakaz został zniesiony dopiero w 1989. Teoretycznie w 1967 roku uznano, że oskarżenie całego narodu krymskotatarskiego o współpracę z Niemcami powinno być cofnięte (postanowienie Rady Najwyższej z 5 września 1967 roku), a Tatarzy krymscy mają prawo osiedlać się na terenie całego ZSRR (w domyśle także poza miejscem zesłania) (postanowienie Prezydium Rady Najwyższej z września 1967 roku), jednak w praktyce opuszczenie rejonu zesłania pozostawało utrudnione, a powrót na Krym był niedozwolony aż do czasu upadku ZSRR. Masowe, nielegalne powroty rozpoczęły się jednak już w latach 70. XX wieku. Wywołało to wiele napięć społecznych, ponieważ dawne miejsca zamieszkania były zajęte przez rosyjskich osadników. Tatarzy krymscy zamieszkiwali w namiotach, a z czasem w tymczasowych osiedlach na obrzeżach wsi i miast.
Obecnie stanowią około 15% mieszkańców Krymu.
| Ludność Krymu      | 1795 | 1816  | 1835  | 1850  | 1858  | 1864  | 1897  | 1917  | 1920  | 1926  | 1934  | 1937  | 1939 | 1959  | 1979    | 1989    | 2001    |
| ------------------ | ---- | ----- | ----- | ----- | ----- | ----- | ----- | ----- | ----- | ----- | ----- | ----- | ---- | ----- | ------- | ------- | ------- |
| Ogólnie, w tys.    | 467  | 454,7 | 156,4 | 212,6 | 279,4 | 343,5 | 331,3 | 198,7 | 546,7 | 749,8 | 718,9 | 713,8 | 832  | 996,8 | 1 123,8 | 1 201,5 | 2 135,9 |
| Tatarzy krymscy, % | 87,6 | 85,9  | 83,5  | 77,8  | 73    | 50,3  | 35,6  | 28,7  | 26    | 25,1  | 23,8  | 20,7  | 19,4 | –     | 0,7     | 1,6     | 12,1    |
| Rosjanie, %        | 4,3  | 4,8   | 4,4   | 6,6   | 12,6  | 28,5  | 33,1  | 41,2  | 44,1  | 42,2  | 44    | 47,7  | 49,6 | 71,4  | 68,4    | 67,1    | 58,3    |
| Ukraińcy, %        | 1,3  | 3,7   | 3,1   | 7     | 4     | –     | 11,8  | 8,6   | 7,4   | 10,9  | 10,9  | 12,9  | 13,7 | 22,3  | 25,6    | 25,8    | 24,3    |

## Literatura, linki
- Selim Chazbijewicz: Tatarzy krymscy. Walka o naród i wolną ojczyznę. Poznań-Września: Likon, 2001. ISBN 83-916144-1-7. Brak numerów stron w książce
- Selim Chazbijewicz: Awdet, czyli Powrót: walka polityczna Tatarów krymskich o zachowanie tożsamości narodowej i niepodległość państwa po II wojnie światowej. Olsztyn: Wyd. Uniw. Warmińsko-Mazurskiego, 2001. ISBN 83-7299-097-2. Brak numerów stron w książce
- Natalia Królikowska: Po deportacjach Tatarów południowy Krym stał się sowieckim kurortem. Dzieje.pl, 8.04.2014. [dostęp 2020-11-14].